# Paul Thek
Paul Thek, né le 2 novembre 1933 à New York et mort le 10 août 1988 dans la même ville, est un sculpteur, peintre, dessinateur et artiste d'installation américain.

## Biographie
Paul Thek naît le 2 novembre 1933 à Brooklyn à New York. En 1950, il étudie brièvement à l'Art Students' League et à l'Institut Pratt. Il étudie ensuite de 1951 à 1954 à la Cooper Union. En 1954 il est à Miami où il travaille comme conducteur de taxi, libraire, marionnettiste puis de 1959 à 1962, il crée des motifs pour textiles. Il est en Europe de 1962 à 1963, où il effectue un premier séjour à Rome. Il retourne en 1964 à New York et y reste jusqu'en 1967 puis part en Europe, en 1968 il est sur l'île italienne de Ponza et en 1968-1969 se trouve à Amsterdam. En 1969, il y crée Artist's Co-op, avec les plasticiens Franz Deckwitz, Edwin Klein et Sergio dei Vecchi. Paul Thek séjourne en 1973 au monastère bénédictin de Weston dans le Vermont. En 1984, il effectue un premier séjour au monastère des chartreux d'Arlington, la chartreuse de la Transfiguration, dans le Vermont. En 1978 et 1980 il enseigne à la Cooper Union. Atteint du sida en 1987, Paul Thek meurt le 10 août 1988 dans sa ville natale.

## Œuvres
En 1964, Paul Thek consacre sa première exposition personnelle à la Stable Gallery (en) de New York sur le thème de la viande.
Il réalise des œuvres en cire de parties de corps coupées et de morceaux de chair enfermés dans des vitrines.

## Rétrospectives
La rétrospective du Whitney Museum en 2010 a permis d'éclairer ces dernières années. Mais il a fallu le travail d'une institution beaucoup plus petite, le Leslie Lohman Museum of Gay and Lesbian Art, pour mettre en lumière, pour la première fois, une phase très précoce et formatrice de la vie de Paul Thek, lorsqu'il tirait ses principales influences d'un réseau de jeunes hommes gays dans le domaine artistique.